# (1778) Alfvén
(1778) Alfvén es un asteroide perteneciente al cinturón de asteroides descubierto por Ingrid van Houten-Groeneveld, Cornelis Johannes van Houten y Tom Gehrels el 26 de septiembre de 1960 desde el observatorio del Monte Palomar, Estados Unidos.

## Designación y nombre
Alfvén se designó inicialmente como 4506 P-L.
Más adelante fue nombrado en honor del físico sueco y nobel Hannes Alfvén (1908-1995).

## Características orbitales
Alfvén orbita a una distancia media de 3,147 ua del Sol, pudiendo alejarse hasta 3,547 ua y acercarse hasta 2,747 ua. Su excentricidad es 0,1272 y la inclinación orbital 2,474°. Emplea en completar una órbita alrededor del Sol 2039 días.